# Takashi Shimoda
Takashi Shimoda (jap. 下田 崇, Shimoda Takashi; * 28. November 1975 im Stadtbezirk Minami, Hiroshima, Präfektur Hiroshima) ist ein ehemaliger japanischer Fußballspieler.

## Karriere

### Verein
Takashi Shimoda spielte von 1994 bis 2010 für den japanischen Erstligisten Sanfrecce Hiroshima und kam während dieser Zeit auf 331 Einsätze.

### Nationalmannschaft
1999 debütierte Shimoda für die japanische Fußballnationalmannschaft. Mit der japanischen Nationalmannschaft qualifizierte er sich erfolgreich für die Olympischen Spiele 1996.

## Errungene Titel
- Fußball-Asienmeisterschaft 2000

## Persönliche Auszeichnungen
- J. League Fairplay-Preis: 2004